# Božena Kacerovská
Božena Kacerovská, (4. srpna 1880 Louny – 7. února 1970 Louny) byla česká operní pěvkyně a hudební pedagožka. V počátcích kariéry vystupovala v opeře Národního divadla a v Novém německém divadle v Praze, od roku 1906 žila v Paříži a pohostinsky vystupovala na různých operních scénách v západní Evropě. Byla vyhledávanou sopranistkou a považována za přední interpretku díla Richarda Wagnera. Po skončení aktivní kariéry se věnovala pedagogické činnosti.

## Život

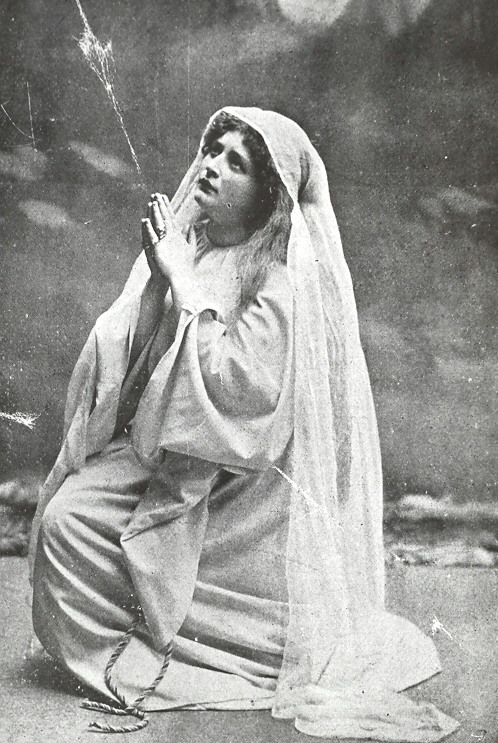
Božena Kacerovská jako Aida

Kacerovská se narodila v rodině lounského holiče. V rodišti navštěvovala obecnou školu a pak měšťanskou školu. Pěveckého talentu mladé dívky si povšiml jiný lounský rodák, hudební skladatel a varhaník Eduard Tregler. Ten jí doporučil studium na Pivodově pěvecké škole v Praze. Od roku 1890 na ní učil a v roce 1898 se stal jejím ředitelem Karel Kovařovic. Pod jeho vedením se Kacerovská stále zdokonalovala.
Roku 1900 se Kovařovic stal šéfem opery Národního divadla a o rok později hledal hlavní představitelku Aidy. Jeho rozhodnutí padlo na Kacerovskou. Lounská zpěvačka v této roli debutovala 7. června 1901. V Národním divadle vystoupila Kacerovská ještě v roli Amélie ve Verdiho opeře Maškarní ples, zpívala Alžbětu ve Wagnerově Tannhäuserovi a titulní roli obdržela v Královně ze Sáby od Karla Goldmarka. Z nejasných příčin však Kacerovská koncem roku 1902 z Národního divadla odešla.
V sezóně 1904/1905 působila v Novém německém divadle v Praze, v jehož budově sídlí Státní opera Praha. Zde zpívala donnu Annu v Mozartově Donu Giovannim a Toscu v Pucciniho stejnojmenné opeře. Také v tomto angažmá setrvala Kacerovská jen krátce. Možná i v důsledku deziluze z ukončeného vztahu s chemikem Otakarem Zacharem se zpěvačka rozhodla Čechy opustit. V roce 1906 odjela do Paříže, kde žila dalších 18 let.

První dva pařížské roky věnovala Kacerovská navazování kontaktů (mezi její známé patřil i historik českých dějin Ernest Denis) a zdokonalování v technice zpěvu. Prvních pár měsíců chodila k Mathildě Marchesi, ale už v říjnu 1906 přešla do renomované školy Jeana de Reszke. K proniknutí na evropská koncertní pódia Kacerovské nejvíce pomohl španělský dirigent, houslista a skladatel Enrique Fernández Arbós. Stal se jejím hlavním dirigentem a vystupoval s ní ve Francii i mimo ni. Kacerovská si postupně vybudovala postavení vyhledávané interpretky opusů Richarda Wagnera a Ludwiga van Beethovena.

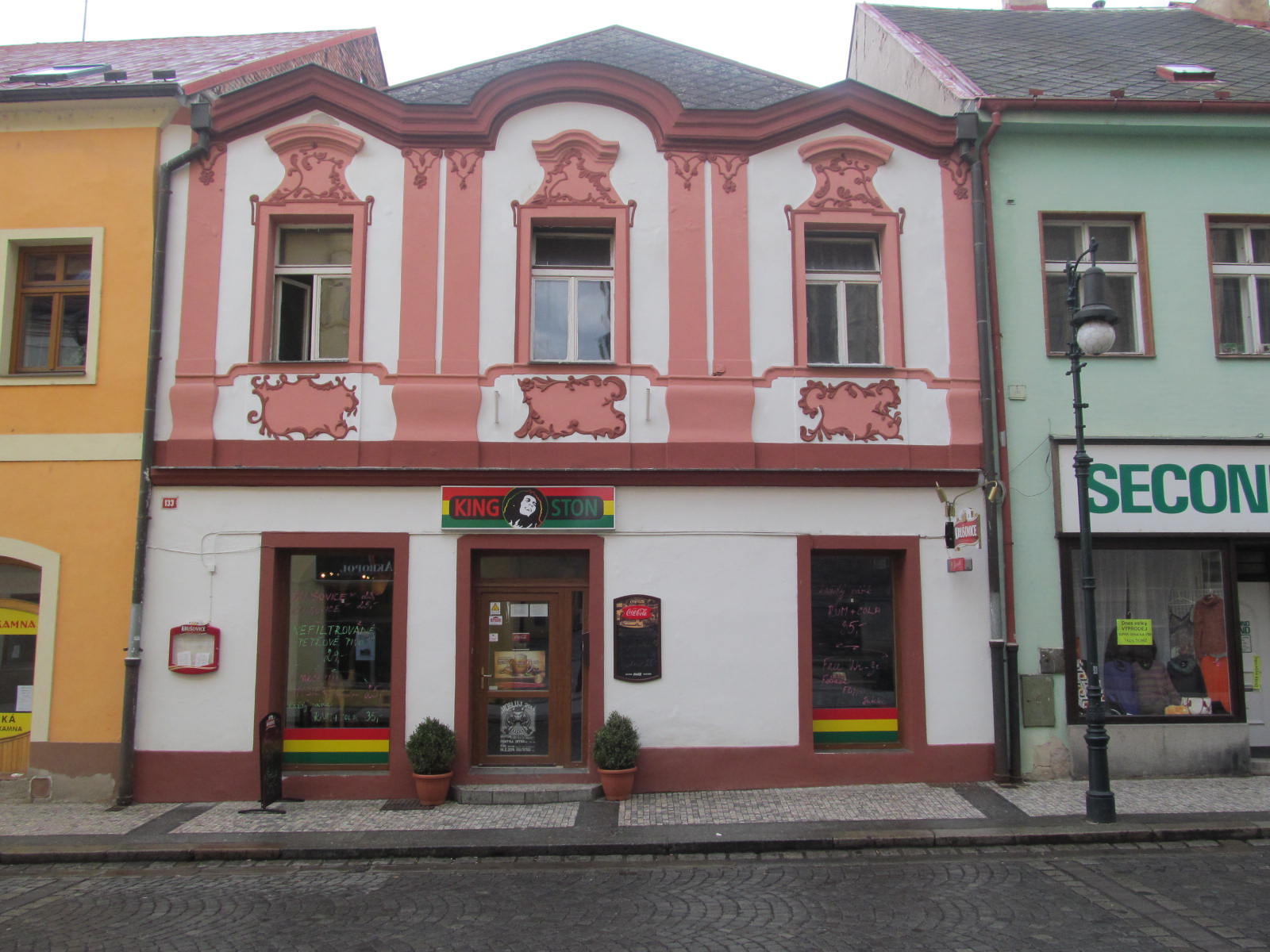
Dům v Lounech, kde Kacerovská žila

 Zúčastnila se prvních tří wagnerovských festivalů v San Sebastiánu v letech 1910, 1911 a 1913. V Paříži zpívala ve Velké opeře a Komické opeře, vystupovala v Londýně i Antverpách. Po vystoupení v Královském divadle v Madridu ji přijal král Alfons XIII.
Po celou svoji kariéru propagovala Kacerovská českou hudbu. Na své recitály pravidelně zařazovala písně a árie Antonína Dvořáka, Zdeňka Fibicha, Oskara Nedbala, Josefa Suka, Rudolfa Frimla i Eduarda Treglera. Za první světové války podporovala dobročinnými koncerty první československý odboj. Její působení ocenil v soukromém dopisu i malíř František Kupka.
Po válce Kacerovská z nejasných důvodů uměleckou kariéru ukončila a pedagogicky působila na škole Jeana de Reszke, kde se kdysi sama zdokonalovala. Kacerovská měla v Lounech stále rodinu a s rodným městem nikdy kontakt nepřerušila. Během svých návštěv zde obyčejně uspořádala koncert. V roce 1924 se Kacerovská do Čech natrvalo vrátila. V Praze na Vinohradech si otevřela pěveckou školu, s jejímiž frekventanty pořádala veřejné akademie.
Když jí v roce 1947 zemřela matka, odstěhovala se Kacerovská do Loun a usadila se v domě čp. 133, kde žila s bratrem Karlem. Sourozenci předpokládali, že budou žít z výnosů z pronájmu pozemků, které zdědili. Po komunistickém puči v únoru 1948 však nemovitosti museli pod cenou prodat státu. Kacerovská žila z nízkého důchodu a příspěvků za soukromé hodiny zpěvu. Zemřela v Lounech ve věku 89 let.